# Alberto Cantino

Die Weltkarte des Alberto Cantino

Alberto Cantino (* 15. Jahrhundert; † 16. Jahrhundert) war ein italienischer Diplomat, der offiziell für das italienische Handelshaus von Herzog Ercole I. d’Este aus Ferrara (1471–1505) am Hof des portugiesischen Königs Emanuel dem Glücklichen tätig war. 

## Wirken
Cantinos inoffizielle Hauptaufgabe dürfte das Beschaffen von Informationen über die portugiesischen Entdeckungen gewesen sein. So hat er über die von Gaspar Corte-Real bei dessen Entdeckungsfahrt entführten und nach Portugal verbrachten Menschen berichtet. Diesbezüglich sind zwei Briefe an den Herzog vom 17. und 18. Oktober 1501 erhalten.
Bekannt ist Cantino heute durch die nach ihm benannte Cantino-Planisphäre. Er hat diese Karte jedoch nicht selbst gezeichnet. Da die Portugiesen die nautischen Details ihrer Fahrten geheim hielten, bestand seine Leistung darin, dass es ihm gelang, diese Karte heimlich zu beschaffen bzw. anfertigen zu lassen.